# LOMI
LOMI（ろみ）は所属フリーのロックエンターテイナーアーティストとしてソロ活動中。
歌手、ナレーター、声優である。3月14日生まれ、血液型はO型で、出身は東京都。
療養を経て、2022年１月より、神来社 璐弥（からいと ろみ）名義でヴァーチャルライバー（V-ライバー）として活動再開。

## 出演

### 音楽リリース
- オムニバスCD『NEO SOLID』（収録曲：Delusion）
- オムニバスCD『NAKED MIND』（収録曲：MEssiAh）
- オムニバスCD『RELATED』（収録曲：エゴイズム）
- オムニバスCD『WORLD DESIRED』（収録曲：MIND HACKEЯ）
- オムニバスCD『for my dear...』（収録曲：for my dear...）
- オムニバスCD『LEGEND OF ROCK』（収録曲：lives in the crime）
- オムニバスCD『 I 』（収録曲：White story...）
- 着うたフル・メロディコール配信『mero.jp』（配信曲：lives in the crime・White story...・over）
- オムニバスCD『ＭЁｓｓａｇｅ』（収録曲：Believes.）
- オムニバスCD『Making Memories』（収録曲：LIAR GATE）
- i-SPEC 1st CDアルバム『LOVE VOYAGE』（収録曲：do not waver）
- i-SPEC 2nd CDアルバム『LOVE BREATH』（収録曲：Missing you）
- i-SPEC 3rd CDアルバム『Neo Symphonix』（収録曲：Di†CE 〜Hideous Spider〜）
- アクセサリーブランド「trick-star」ＣＭタイアップ曲『tide over』
- オムニバスCD『PANDORA』（収録曲：SADISTIC PINK）
- オムニバスCD『RootS』（収録曲：VOICE <LOMI feat. 妖狐>）

### ラジオ
- YBCラジオ・ TBCラジオ『小森まなみのPop'nパジャマEYE』 ゲスト出演
- IRNラジオ長野『L-STYLE』　メインパーソナリティー（放送終了）
- IRNラジオ長野『ミュージック・アウェイ』　メインパーソナリティー（放送終了）
- 札幌FM局 With-S『キングスタイル』 ゲスト出演
- あさくさFM『ぬこ耳DJ君島樹のAsakusa Catch UP』 パワープレイアーティスト・コメント出演
- 南行FM『エンターテインメントシンジケート』ゲスト出演
- あさくさFM『ぬこ耳DJ君島樹のAsakusa Catch UP』 ゲスト出演
- FMサルース『muse Amuse』ゲスト出演
- FM79.6 エフエム熱海湯河原 Ciao! (チャオ)　『森本亜美のマインドスケッチ』ゲスト出演

### テレビ・インターネット
- 東京MXTV　音楽情報番組『mero.jpミュージックChannel』　インタビュー出演
- あっ!とおどろく放送局(@TV)『パティパラ~ふらいでぃナイト~』 ゲスト出演
- あっ!とおどろく放送局(@TV)『にゃんパラ〜大人の幼稚園〜』 ゲスト出演
- USTREAM『さいたまんぞう 「まんCHANねる」』 ゲスト出演
- WALLOP『エレÅボンの、電波deヴィジュっと！』レギュラー出演
- WALLOP『電波deヴィジュっと！』レギュラー出演
- WALLOP『LOMI様の、ひとりdeヴィジュっと！』レギュラー出演
- WALLOP 新世界創造アーティストバラエティ『CLASH×CRASH』レギュラー出演
- WALLOP『ヴィステンベルク国軍 〜中の人たちっ(仮)〜』レギュラー出演
- WALLOP『ごちゃ×2 EGG$』メインMC出演

### 雑誌
- 『Alamode Magazine Vol.03』 LIVE写真掲載
- 『Alamode Magazine Vol.04』 LIVE写真掲載
- 『Alamode Magazine Vol.09』 PickUpアーティスト掲載
- 『Alamode Magazine Vol.10』 PickUpアーティスト掲載

### 舞台
- HANAプロデュース公演vol.1 東京クライムカンパニー 『ザ・ホスピタル』　（主役 夏美）
- 劇団鴉霞プロデュース ELEGYKINGSTORE第３回公演 『鬼泪 〜キルイ〜』 （近衛 サラン）

### イベント
- 『TOKYO TV's STARZ  FINAL FEST』“LOMI with team HIGH SPEC”にてライブ出演 （会場：渋谷公会堂）
- チャリティーイベント『漫画家魂！』ライブ出演 （会場：大田区民ホール アプリコ／大ホール）
- 復興イベント『リスクノオト・キャラバン隊』 ライブ出演（会場：ゆりあげ港朝市）
- 『Tokyo Fashion Collection』 “i-SPEC feat. 妖狐”にてライブ出演（会場：パシフィコ横浜）

### 声優・ナレーション
- かつしかFMラジオドラマ　（主人公 ジュリエット・秘書・少年）
- ドラマCD『Shadowrun』　（主人公 カイ）
- マイクロソフト社 ナレーション
- PCゲーム『静寂に電気鋸』 （主人公 関根コウ(幼少期)・ヤト）
- ドラマCD『魔法学園エウレキア〜風紀部に咲く、白乙女〜』 （レイ・ゼリア）
- アテレココンテスト『Voice Art Festa 』最優秀技術賞受賞
- ＳＦ戦略シミュレーションゲーム『アストロ娘（アストロアンドガールズ）』（チョイ，ミノリ，シズカ，クラウディアー，フリージア）
- Nintendo Switch・Steamゲーム 『アプリヴァル モノノ村開拓日記』（村人）

### V-ライバー活動
- 2022年01月13日　配信アプリ『TOPIA』にてV-ライバー活動開始。
- 2022年02月　　　 配信アプリ『TOPIA』内イベント“ルーキー頂上決戦”　５位入賞
- 2022年05月　　　 配信アプリ『TOPIA』内イベント“クロス新宿ビジョン広告出演権利イベント”　３位入賞
- 2022年06月　　　 配信アプリ『TOPIA』内イベント“ライバーグランプリ”　４位入賞
- 2022年07月　　　 ３位入賞特典 “クロス新宿ビジョン広告” 出演
- 2022年10月　　　 配信アプリ『IRIAM』にて配信デビュー。
- 2023年03月　　　 配信アプリ『トピア』内イベント“プライズチャレンジ！”　１位入賞